# De Reus (Rotterdam)
Oliemolen De Reus was een 8-kante stellingmolen op de hoek van het Olieslop (de latere Infirmeriestraat) en de Admiraliteitskade, aan het Boerengat in Rotterdam. De molen werd in 1694 of eerder gebouwd en werd gesloopt in 1905 of 1910 nadat de molen als 'te slap' werd gezien. De reden hiervoor was een mislukte renovatie in 1835, waarin de molen was verhoogd maar tegelijkertijd ook onstabiel was geworden.

## Geschiedenis
De molen is in 1694 of eerder gebouwd en kwam al voor op een kaart van de stad van Joannes de Vou uit 1694. De Reus was gestationeerd op de hoek van de Infirmeriestraat en de Admiraliteitskade. Voor 1900 droeg de straat, die langs de Infirmerie liep, de naam Olieslop. Deze straat was vernoemd naar en gaf tevens de toegang tot de oliemolen. Ook lag de molen vlak tegenover de Infirmerie. De romp van de molen bestond uit een 8-kante bovenkruier en het kruiwerk zelf uit een buitenkruier.
De functie van De Reus was het slaan van olie uit oliehoudende zaden, zoals lijnzaad (zaad van vlas) of raapzaad (koolzaad). De geproduceerde olie werd vervolgens voor meerdere doeleinden gebruikt, waaronder persoonlijk gebruik maar ook verlichting voor olielampen en in industrieën zoals de verfindustrie. De overblijvende koeken olie werden als veevoer verkocht.
Rond 1835 was besloten om de molen te verhogen. Bij de horizontale balklaag, net boven het hoofd van de sloper in de wiek, was een nieuw deel erboven geplaatst. Echter, als gevolg van de verandering was de molen onstabiel geworden en stond het in de volksmond bekend als "een slappe molen". Na de verhoging was de molen zo onstabiel geworden dat er in de molen delen van afgedankte houten roeden werden aangebracht ter schoring.
Op 18 november 1858 berichte de Leydsche Courant dat op 16 november 1858 een ongeluk op de molen had plaatsgevonden. Een persoon die werkzaam was op De Reus, wilde een stuk touw van boven uit de molen halen. Omdat hij echter het andere eind om zijn schouder had geslagen, was hij tussen een kamrad geraakt en tussen het gangwerk geslingerd. De man was op slag dood nadat zijn ledematen verbrijzeld werden tijdens het ongeluk. Hij liet een weduwe en vijf kinderen na.
Onduidelijk is wanneer de molen precies werd gesloopt. Sommige bronnen vermelden dat de molen al in 1905 was afgebouwd, terwijl anderen melden dat de sloop rond 1910 begon. Dit verhaal vertelt dat de molen jarenlang olie had geslagen voor de firma A.Q. Kolff en rond die tijd voor afbraak was verkocht aan de gebroeders De Boer uit Oostzaan. Zij waren destijds de bekendste molenslopers van Nederland en namen de klus van de sloop op zich. Nadat de molen succesvol was afgebouwd, verkochten de gebroeders De Boer de onderdelen aan molenaar Van den Bosch. Hij wilde zijn eigen molen in Buren - die na een brand in of rond januari 1910 of 1911 was afgebrand - snel herbouwen. Hij zag een advertentie die de gebroeders in het molenaarsvakblad "De Molenaar" hadden geplaatst en besloot tot de koop van de onderdelen van De Reus om zijn molen, de korenmolen De Prins van Oranje, ermee te herbouwen.

Fotogalerij
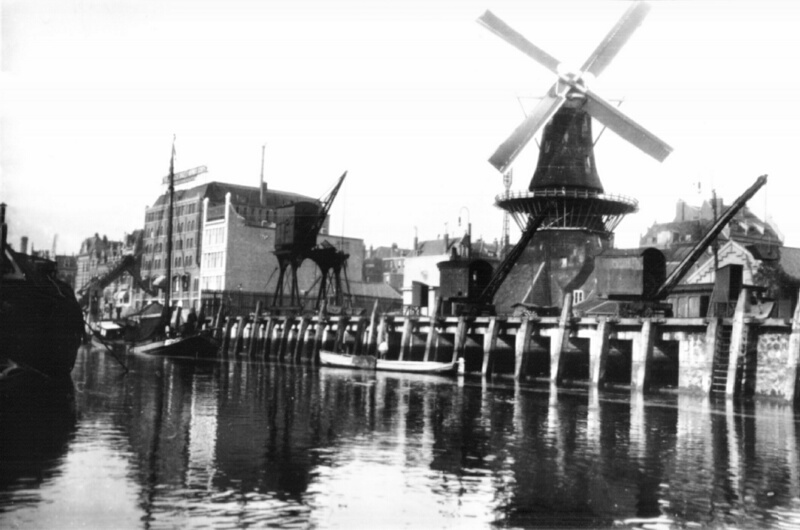
Het Boerengat en de Admiraliteitskade. Rechts is de Reus, gestationeerd tussen het Olieslop (Infirmeriestraat) en de kade in 1900.
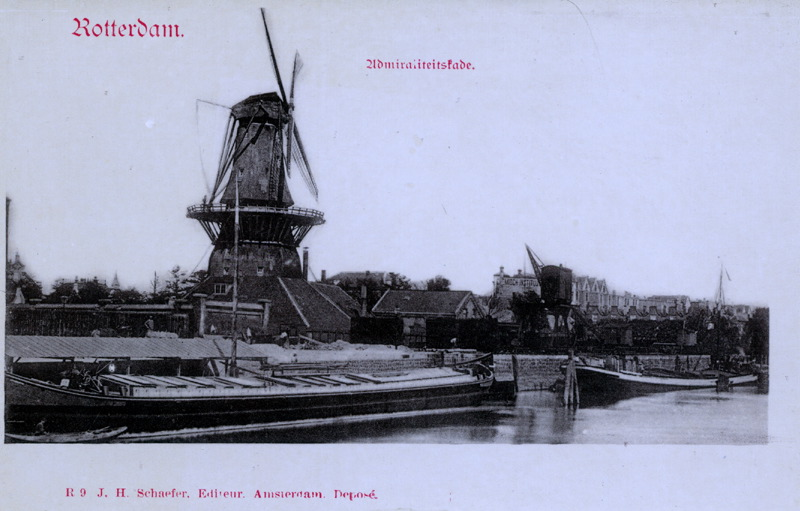
De molen gezien vanaf een andere hoek, waar de omliggende industrie goed zichtbaar is.
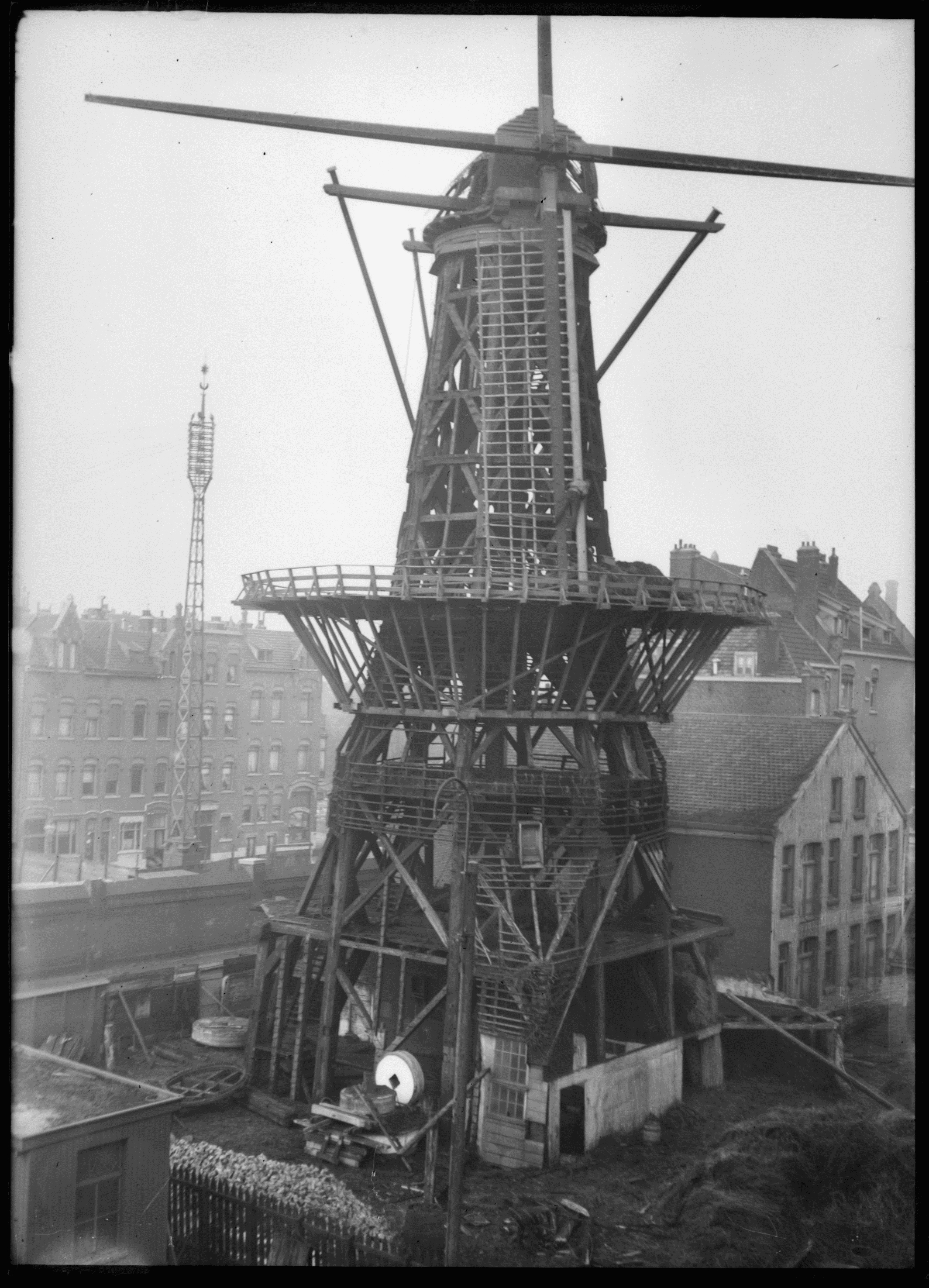
Na de renovatie was de molen onstabiel geworden, waarop de molen werd ontmanteld in 1905 of 1910.

De Distilleerketel · De Hoop Rozenburg · De Lelie · De Nieuwlandse Molen · De Prinsenmolen · De Speelman · De Ster · De Vier Winden · De Zandweg

Voormalige molens

De Arend · De Bartholomeus Everardus · De Blauwe Molen · De Bok · De Bosland · Boezemmolen Nummer 1 · Boezemmolen Nummer 2 · Boezemmolen Nummer 3 · Boezemmolen Nummer 4 · Boezemmolen Nummer 5 · Boezemmolen Nummer 6 · Boezemmolen Nummer 7 · De Ceres · De Cornelis · De Francina · De Goudsblom · De Graankorrel · De Gravenlust · De Haas · Het Zeeuwse Wapen · Hoekmolen · De Hoop Delfshaven · De Hoop IJsselmonde · De Hoop Kralingen · De Hoop Overschie · De Hoop Rotterdam · De Kiesheidschemolen · De Kievit · De Korenaar · De Korenmolen · Kostverlorenmolen · Het Lam · Laantjesmolen · De Liefde · De Lokhorstermolen · De Maria · De Meerkoet · De Naarstigheid · De Noord · Oost-Blommersdijkse Molen · De Oranjeboom · De Pelikaan · Pendrechtse Molen · De Pomp · De Phoenix · De Reus · De Roode Leeuw · Rubroekse Molen · De Schulp · De Valk · Het Vertrouwen · De Vlaggeman · De Waakzaamheid · De Zuid · De Zwaan